# Камило Бенсо ди Кавур
Гроф Камило Бенсо ди Кавур (итал. Camillo Benso Conte di Cavour, односно Камило Паоло Филипо Ђулио Бенсо, гроф од Кавура, Челаренђа и Изолабеле итал. Camillo Paolo Filippo Giulio Benso, conte di Cavour, di Cellarengo e di Isolabella; Торино, 10. октобар 1810 — Торино, 6. јун 1861) је био италијански политичар и државник.
Школовао се на Војној академији у Торину, но 1831. године иступа из војске и проучава политичко-економске проблеме. Под утицајем енглеске и француске конституционалне монархије развија свој политички циљ, а то је уједињење Италије на челу с Пијемонтом. Основао је 1847. године, с Чезареом Балбом, лист "Ил рисорђименто" (препород), залажући се за уставне реформе и ослобођење Италије од аустријске доминације. Као представник умерено либералне аристократско-буржоаске комбинације супротставља се реакционарном клерикализму, али и револуционарном јакобинизму. У сукобу с Аустријом налази савезника у Наполеону III те Пијемонт након рата добија Ломбардију. Године 1861. доживео је тријумф свог живота, прогласивши уједињену Италију и поставши првим премијером.
Енглески историчар Денис Мак Смит је изјавио да је Кавур био најуспешнији парламентарац у историји Италије, али да није био нарочито демократски настројен. Кавур је често био диктаторског настројства, игнорисао је своје министарске колеге и парламент и мешао се у парламентарне изборе. Такође је практиковао трасформизам и друге политике које су пренете у Италију после Ризорђимента.

## Биографија

### Младост
Кавур је рођен у Торину за време Наполеонове владавине, у породици која је стекла имање током француске окупације. Био је други од два сина Мичела Ђузепа Франческа Антонија Бенса, 4. маркиза од Кавура и грофа од Изолабеле и Лерија, господара Корвеље, Дузина, Мондонија, Отиља и Понтичелија, сувладара Кастањола, Челаренга и Менабија, Череаљиа, Кјерија Сан Салваторе Монферата, Сантене и Валфенере, првог барона Француске империје (1781–1850) и његова супруга (1805) Аделаида (Адел) Сузан, маркизе од Селона (1780–1846), и саме француског порекла. Кумови су му били Наполеонова сестра Полина, а њен муж, принц Камило Боргезе, по коме је Камило и добио име.
Камило и његов старији брат Густаво су се у почетку школовали код куће. Са само десет година послат је на Војну академију у Торину. У јулу 1824. именован је пажом Чарлса Алберта, краља Пијемонта (1831–1849). Кавур се често сукобљавао са ауторитетима на академији, јер је био превише тврдоглав да би се носио са крутом војном дисциплином. Једном је био приморан да живи три дана на хлебу и води, јер су га ухватили са књигама које је академија забранила. Утврђено је да је способан за математичке дисциплине, те је зато уписан у Инжињерски корпус у Пијемонт-сардинијској армији 1827. Док је био у војсци, учио је енглески језик као и радове Џеремија Бентама и Бенџамина Константа, развијајући либералне тенденције због којих је тада био под присмотром полицијских снага. Он је поднео оставку на војну службу у новембру 1831, како због досаде војним животом, тако и због несклоности реакционарној политици краља Чарлса Алберта. Управљао је породичним имањем у Гринзанеу, четрдесетак километара изван главног града, где је био градоначелник од 1832. до револуционарног преврата 1848.
Кавур је тада живео једно време у Швајцарској, са рођацима у Женеви. Потом је отпутовао у Париз где је био импресиониран парламентарним дебатама, посебно дебатама Франсоа Гизоа и Адолфа Тјера, потврђујући његову приврженост политичкој каријери. Затим је отишао у Лондон, где је био много више разочаран британском политиком, и обишао је земљу, посетивши Оксфорд, Ливерпул, Бирмингем, Честер, Нотингем и Манчестер. Брза турнеја кроз Холандију, Немачку и Швајцарску (немачки део и област Женевског језера) га је на крају вратила у Торино.
Кавур је веровао да економски напредак мора да претходи политичким променама и нагласио је предности изградње железнице на полуострву. Он је био велики присталица транспорта парном машином, спонзоришући изградњу многих пруга и канала. Између 1838. и 1842, Кавур је покренуо неколико иницијатива у покушајима да реши економске проблеме у својој области. Он је експериментисао са различитим пољопривредним техникама на свом имању, као што је узгој шећерне репе, и био је један од првих италијанских земљопоседника који је користио хемијска ђубрива. Основао је и Пијемонтско пољопривредно друштво. У слободно време поново је много путовао, углавном по Француској и Уједињеном Краљевству.